# Sasek Wielki
Sasek Wielki (deutsch Materschobensee) ist ein Dorf in der polnischen Woiwodschaft Ermland-Masuren. Es gehört zur Gmina Szczytno (Landgemeinde Ortelsburg) im Powiat Szczycieński (Kreis Ortelsburg).

## Geographische Lage
Das Dorf Sasek Wielki liegt am Ostufer des Kleinen Schobensees (polnisch Jezioro Sasek Mały) in der südlichen Mitte der Woiwodschaft Ermland-Masuren, neun Kilometer südwestlich der Kreisstadt Szczytno (deutsch Ortelsburg).

## Geschichte

### Ortsgeschichte
Das Dorf Materschobensee – nach 1820 Schobensee-Mater, nach 1898 Mater Schobensee genannt – mit zum Forst Corpellen gehörender Försterei wurde 1787 gegründet. Am 27. Dezember jenes Jahres wurden Paul Papajewski und Konsorten – bereits seit Jahren auf Scheffelplätzen hier etabliert – Wiesen und Äcker zu Schatullrechten überwiesen. Sie gingen die Verpflichtung ein, bis Trinitatis 1790 je ein Wohnhaus, eine Scheune und einen Stall zu bauen. 1804 wurde festgestellt, dass sie diese Auflagen erfüllt hatten.
Am 16. Juli 1874 wurde Materschobensee Amtsdorf und damit namensgebend für einen Amtsbezirk im Kreis Ortelsburg im Regierungsbezirk Königsberg (ab 1905: Regierungsbezirk Allenstein) in der preußischen Provinz Ostpreußen. Am 1. Dezember 1910 zählte die Landgemeinde Materschobensee 233 Einwohner.
Aufgrund der Bestimmungen des Versailler Vertrags stimmte die Bevölkerung im Abstimmungsgebiet Allenstein, zu dem Materschobensee gehörte, am 11. Juli 1920 über die weitere staatliche Zugehörigkeit zu Ostpreußen (und damit zu Deutschland) oder den Anschluss an Polen ab. In Materschobensee stimmten 181 Einwohner für den Verbleib bei Ostpreußen, auf Polen entfielen keine Stimmen.
Als Materschobensee am 1. Juni 1932 in den Amtsbezirk Schiemanen  umgegliedert wurde, wurde der Amtsbezirk Materschobensee aufgelöst und nach Maldanietz verlagert. Die Einwohnerzahl des Dorfes veränderte sich leicht auf 242 und belief sich 1939 auf 248.
Materschobensee wurde 1945 in Kriegsfolge mit dem gesamten südlichen Ostpreußen an Polen überstellt und erhielt die polnische Namensform „Sasek Wielki“. Das Dorf ist heute mit Sitz eines Schulzenamtes (polnisch Sołectwo) eine Ortschaft im Verbund der Landgemeinde Szczytno (Ortelsburg) im Powiat Szczycieński (Kreis Ortelsburg), bis 1998 der Woiwodschaft Olsztyn, seither der Woiwodschaft Ermland-Masuren zugehörig. Im Jahre 2011 zählte Sasek Wielki 106 Einwohner.

### Amtsbezirk Materschobensee (1874–1932)
Zum Amtsbezirk Materschobensee gehörten bei seiner Errichtung acht Dörfer, deren Zahl sich aufgrund von Strukturmaßnahmen nur gering veränderte:
| Deutscher Name                                   | Polnischer Name | Bemerkungen         |
| ------------------------------------------------ | --------------- | ------------------- |
| Dlotowken                                        | Nowe Dłutówko   |                     |
| Finsterdamerau                                   | Ciemna Dąbrowa  |                     |
| Maldanitz 1938–1945 Maldanen                     | Małdaniec       |                     |
| Materschobensee                                  | Sasek Wielki    |                     |
| Matter, Forst                                    |                 |                     |
| Schiemanen, Forst                                |                 | zu Klein Schiemanen |
| Wessolygrund 1933–1945 Freudengrund              | Piecuchy        |                     |
| Worfengrund                                      | Czarkowy Grąd   |                     |
| ab etwa 1880: Lipnik 1938–1945 Jägerforst, Forst | Lipnik          |                     |

## Kirche
Materschobensee war bis 1945 in die evangelische Kirche Groß Schiemanen in der Kirchenprovinz Ostpreußen der Kirche der Altpreußischen Union sowie in die römisch-katholische Pfarrkirche Ortelsburg im damaligen Bistum Ermland eingegliedert.
Heute gehört Sasek Wielki zur katholischen Kirche Szymany im jetzigen Erzbistum Ermland, außerdem zur evangelischen Pfarrei Szczytno in der Diözese Masuren der Evangelisch-Augsburgischen Kirche in Polen.

## Schule
Die unter der Regierung Friedrich Wilhelms II. gegründete Schule wurde nach 1918 nach modernen Grundsätzen ausgebaut.

## Verkehr
Sasek Wielki liegt westlich der polnischen Landesstraße 57 (frühere deutsche Reichsstraße 128) und ist von ihr aus über direkten Zuweg nördlich der Ortschaft Nowiny (Neu Schiemanen) zu erreichen. Die nächste Bahnstation ist Siódmak (Schodmack, 1938 bis 1945 Wiesendorf) an der heute nur noch ab Chorzele befahrenen Bahnstrecke Ostrołęka–Szczytno.